# Skrivbordsprydnad

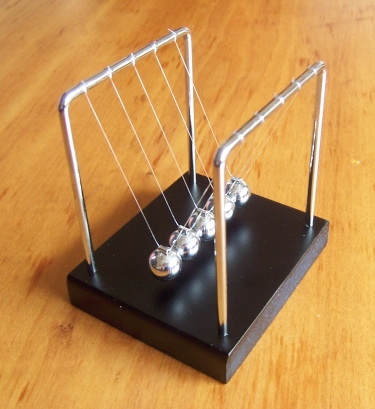
Newtons vagga som skrivbordsprydnad.

En skrivbordsprydnad eller skrivbordsleksak är ett dekorationsföremål eller en leksak som kan finnas på ett skrivbord för att lindra stress.
Ett vanligt exempel är Newtons vagga.